# A. R. Penck
A. R. Penck (Dresden, Alemanha, 5 de outubro de 1939 – Zurique, Suíça, 2 de maio de 2017), nome artístico de Ralf Winkler, foi um pintor, escultor e músico de Jazz alemão. Nascido na Alemanha de Leste, emigrou para a Alemanha Ocidental, em 1980, sendo um dos principais nomes do neo-expressionismo no seu país.

## Carreira artística
Penck nasceu em Dresden, na Alemanha. No início da adolescência, teve aulas de pintura e desenho com Jürgen Böttcher, conhecido pelo pseudónimo de Strawalde, e juntou-se a ele para formar o grupo de artistas renegados Erste Phalanx Nedserd ("Dresden" escrito de trás para a frente). O grupo procurou trabalho artístico sem compromisso. Por essa razão, os seus membros recusaram-se a estudar numa academia. Os membros do grupo também foram recusados pela Associação de Artistas Visuais da Alemanha de Leste. Tiveram, portanto, que ganhar a vida como trabalhadores ou artesãos. Mais tarde, trabalhou durante um ano como desenhador na agência estatal de publicidade em Dresden. De 1955 a 1956, Winkler foi desenhador da agência de publicidade DEWAG. Desde 1956, tentou, mas não conseguiu, a admissão na Academia de Belas Artes de Dresden e na Universidade de Artes de Berlim, em Berlim Leste. Penck trabalhou por vários anos como foguista, jornalista, empacotador de margarina e vigia nocturno. Desempenhou também um pequeno papel no filme Vintage 45 (1966), realizado por Jürgen Böttcher.
Em 1966, Winkler candidatou-se à Associação de Artistas Plásticos, agora com o pseudónimo artístico de A. R. Penck, escolhido a partir do nome do geólogo Albrecht Penck. Desde 1969, teve problemas crescentes com o Ministério de Segurança do Estado da RDA. Teve pinturas confiscadas e sua presença na Associação de Artistas Visuais da RDA (VBK) foi rejeitada.
Winkler foi um dos membros fundadores, em Maio de 1971, juntamente com Steffen Terk, Wolfgang Opitz e Harald Gallasch, do grupo artístico GAP, que existiu até 1976. Desde 1973, trabalhou sob os pseudónimos Mike Hammer e TM. Depois de cumprir o serviço militar em 1974, recebeu o Prêmio Will Grohmann, em 1975, da Academia de Artes de Berlim Ocidental. Por esta altura, o controle de segurança do estado sobre ele também aumentou. Em 1976, Penck conheceu o pintor da Alemanha Ocidental, Jörg Immendorff, com quem trabalharia nos anos seguintes. No seu trabalho, fizeram campanha pela abolição da fronteira interna alemã e pelos dissidentes, entre eles Rudolf Bahro e Robert Havemann. Desde 1976, também assinou simplesmente Y. Em 1977, teve algumas pinturas confiscadas. Em Maio de 1979, vários dos seus trabalhos foram destruídos durante um arrombamento no seu estúdio.

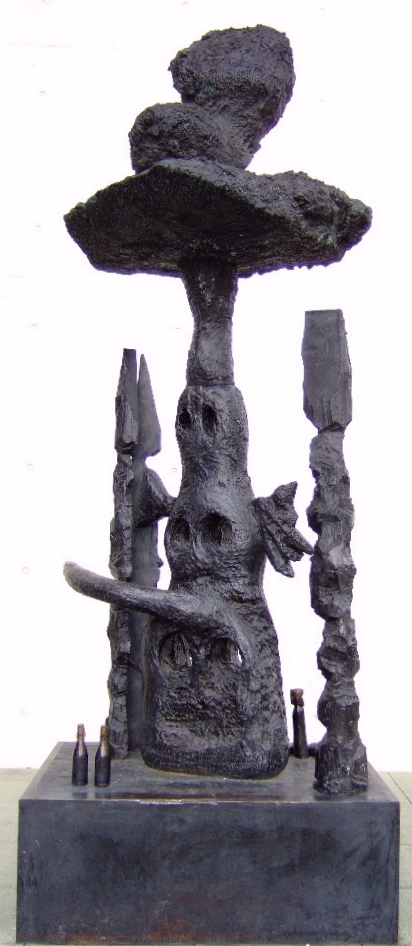
O futuro dos soldados (1995) por A.R. Penck

Em 3 de Agosto de 1980, foi viver para a Alemanha Ocidental. Depois de emigrar, Penck tornou-se um dos maiores expoentes da nova figuração, ao lado de Jörg Immendorff, Georg Baselitz e Markus Lüpertz. O seu trabalho foi mostrado pelos principais museus e galerias do Ocidente durante os anos 80, e foram incluídos numa série de exposições importantes, incluindo a famosa exposição Zeitgeist no Museu Martin Gropius Bau e na importante exposição New Art na Tate Gallery, em Londres, em 1983. Penck viveu inicialmente em Kerpen, a sudoeste de Colónia. Em 1981, a Fundação Goethe concedeu-lhe o Prêmio Rembrandt em Basileia, na Suíça. Em 1983, mudou-se para Londres e recebeu o Aachen Art Prize em 1985. Em 1988, participou na exposição Made in Cologne, no mesmo ano foi nomeado professor de pintura na Academia de Artes de Düsseldorf.
Autodidacta, Penck criou nas suas pinturas "mundos" e "espaços de experiência", repletos de abreviaturas simbólicas. Ele usou bonecos e ícones gráficos que parecem reminiscências de pinturas rupestres, da caligrafia asiática e do grafitismo. Nos anos 1960 e 1970, criou uma série de pinturas e esculturas, que chamou de Standarts, uma fusão de "padrão" e "arte", com eco da palavra alemã para bandeira, Standarte. Por esse termo, Penck entendia uma forma de arte que usava símbolos pictóricos simples e arcaicos, como sinais de trânsito ou marcas registadas. Nos anos 80, tornou-se conhecido mundialmente pelas suas pinturas com imagens pictográficas e neo-primitivistas de figuras humanas e outras formas totémicas. Penck foi incluído em muitas exposições importantes em Londres e em Nova Iorque.
As esculturas de Penck, embora menos conhecidas, evocam os mesmos temas primitivos das suas pinturas e desenhos, e usam materiais comuns como madeira, garrafas, caixas de papelão, latas, fitas de embalagem, folhas de estanho e alumínio, arame e pasta, todos utilizados com simplicidade e espontaneidade. As suas esculturas parecem muitas vezes reminiscentes das cabeças de pedra da Ilha de Páscoa e de outras manifestações da arte polinésia.
Um apaixonado pelo Jazz, foi um grande baterista, membro e co-fundador, com Frank Wollny, do grupo de free jazz Triple Trip Touch (T.T.T. ou TTT) e teve a oportunidade de tocar com alguns dos melhores músicos de jazz do final dos anos 80. Organizou eventos em sua mansão em Heimbach, envolvendo instalações de Lennie Lee, performances de Anna Homler e pinturas de Christine Kuhn, em 1990.
Após a sua aposentadoria, mudou-se para Dublin, em 2003. Nos seus últimos anos, Penck viveu e trabalhou em Berlim, Düsseldorf, Dublin e Nova Iorque. Faleceu a 2 de Maio de 2017 em Zurique, aos 77 anos de idade.
Está representado em alguns dos principais museus do mundo, incluindo o Museu Colecção Berardo, em Lisboa.